# Бруцано Дзефирио
Бруца̀но Дзефѝрио (на италиански: Bruzzano Zeffirio, на местен диалект Bruzzànu, Бруцану) е село и община в Южна Италия, провинция Реджо Калабрия, регион Калабрия. Разположено е на 82 m надморска височина. Населението на общината е 1202 души (към 2012 г.).